# NGC 5979
NGC 5979 је планетарна маглина у сазвежђу Јужни троугао која се налази на NGC листи објеката дубоког неба.
Деклинација објекта је - 61° 13' 2" а ректасцензија 15h 47m 41,1s. Привидна величина (магнитуда) објекта NGC 5979 износи 11,5 а фотографска магнитуда 11,8. NGC 5979 је још познат и под ознакама PK 322-5.1, ESO 136-PN3, CS=13.1.